# HMS Resistance (1861)
Panserskibet HMS Resistance og søsterskibet Defence var mindre udgaver af den foregående Warrior-klasse. De havde svagere kanonarmering og var langsommere, og deres eneste fortrin var, at de som kortere skibe var noget mere manøvredygtige. Som en nyskabelse i forhold til forgængerne var de udstyret med vædderstævn. Navnet Resistance betyder modstand, og skibet var det fjerde og foreløbigt sidste i Royal Navy med dette navn.

## Tjeneste
Resistance indgik i Kanalflåden i årene 1862-64 og blev derefter sendt til Middelhavet som det første panserskib i Middelhavsflåden. Skibet returnerede til Portsmouth i 1867 og blev efterset og omarmeret i de næste to år. Fra 1869 til 1873 var Resistance vagtskib på Mersey-floden, og kom derefter til Kanalflåden frem til 1877. Skibet var udrustet i 1878, da der var risiko for krig mod Rusland, og sluttede den aktive tjeneste tilbage som vagtskib på Mersey til 1880. En del af udrustningen blev fjernet, og fra 1885 blev Resistance brugt som mål for affyring af torpedoer og kanoner. Skibet overlevede og blev solgt i 1898. Undervejs til ophugningen, i 1899, forliste Resistance, men blev bjerget og ophugget i Liverpool i 1900.